# Абурии
Абуриите (на латински: Aburii, Aburia) са плебейска фамилия от Древен Рим. Те имат когномен Гем (Gem), идващ от Гемин (Geminus). Първият представител на този род, постигнал известност, е Марк Абурий, претор перегрин през 176 г. пр.н.е.
Известни от фамилията:
- Гай Абурий, 171 пр.н.е., посланик в Северна Африка заради конфликтите с нумидиския цар Масиниса в Картаген.[4]
- Марк Абурий, народен трибун 187 пр.н.е.; претор peregrinus 176 пр.н.е.[5]
- Децим Абурий Бас, суфектконсул 85 г.